# Hiroshi Kajiyama (gymnastique)
Pour les articles homonymes, voir Hiroshi Kajiyama.
 (juin 2025).
Si vous disposez d'ouvrages ou d'articles de référence ou si vous connaissez des sites web de qualité traitant du thème abordé ici, merci de compléter l'article en donnant les références utiles à sa vérifiabilité et en les liant à la section « Notes et références ».
Hiroshi Kajiyama (梶山 広司, Kajiyama Hiroshi, né le 13 juin 1953) est un gymnaste japonais qui a participé aux Jeux olympiques de 1976.
Il remporte le titre par équipes lors des Championnats du monde de gymnastique artistique 1978.